# Ronald Inglehart
Ronald F. Inglehart est un politologue américain né le 5 septembre 1934 à Milwaukee, dans le Wisconsin et mort le 8 mai 2021. Professeur à l'université du Michigan, il était le directeur de World Values Survey, un réseau de scientifiques qui conduit des sondages dans plus de 80 sociétés. Il s'intéressa particulièrement à la mesure du bien-être et des valeurs dans le monde.
Il est également à l'origine d'une théorie du post-matérialisme développée dans les années 1970.

## Publications

### Originales en anglais
- (en) Ronald Inglehart, The Silent Revolution. Changing Values and Political Styles Among Western Publics, Princeton, Princeton University Press, 1977.
- (en) Ronald Inglehart, Culture Shift in Advanced Industrial Society, Princeton, Princeton University Press, 1990.
- (en) Ronald Inglehart, Modernization and postmodernization : Cultural, economic, and political change in 43 societies, Princeton, NJ, Princeton University Press, 1997
- (en) Ronald Inglehart et Christian Welzel, Modernization, Cultural Change and Democracy, Cambridge, Cambridge University Press, 2005, 333 p. (ISBN 978-0-521-84695-0)
- (en) Ronald Inglehart, Cultural evolution : people's motivations are changing, and reshaping the world, Cambridge, Cambridge University Press, 2018 (ISBN 978-1-108-48931-7, lire en ligne)
- (en) Ronald Inglehart et Pippa Norris, Cultural Backlash : Trump, Brexit and Authoritarian Populism, Cambridge, Cambridge University Press, 2019

### Traduction en français
- Les transformations culturelles : Comment les valeurs des individus bouleversent le monde ? [« Cultural Evolution: People's Motivations are Changing, and Reshaping the World »]  (trad. de l'anglais), Fontaine, PUG, 2018, 295 p. (ISBN 978-2-7061-4224-6)